# Сакакура, Дзюндзо
Дзюндзо Сакакура (яп. 坂倉 準三 Сакакура Дзюндзо:, 1904—1969) — японский архитектор, работал совместно с Ле Корбюзье, был президентом Архитектурной ассоциации Японии.

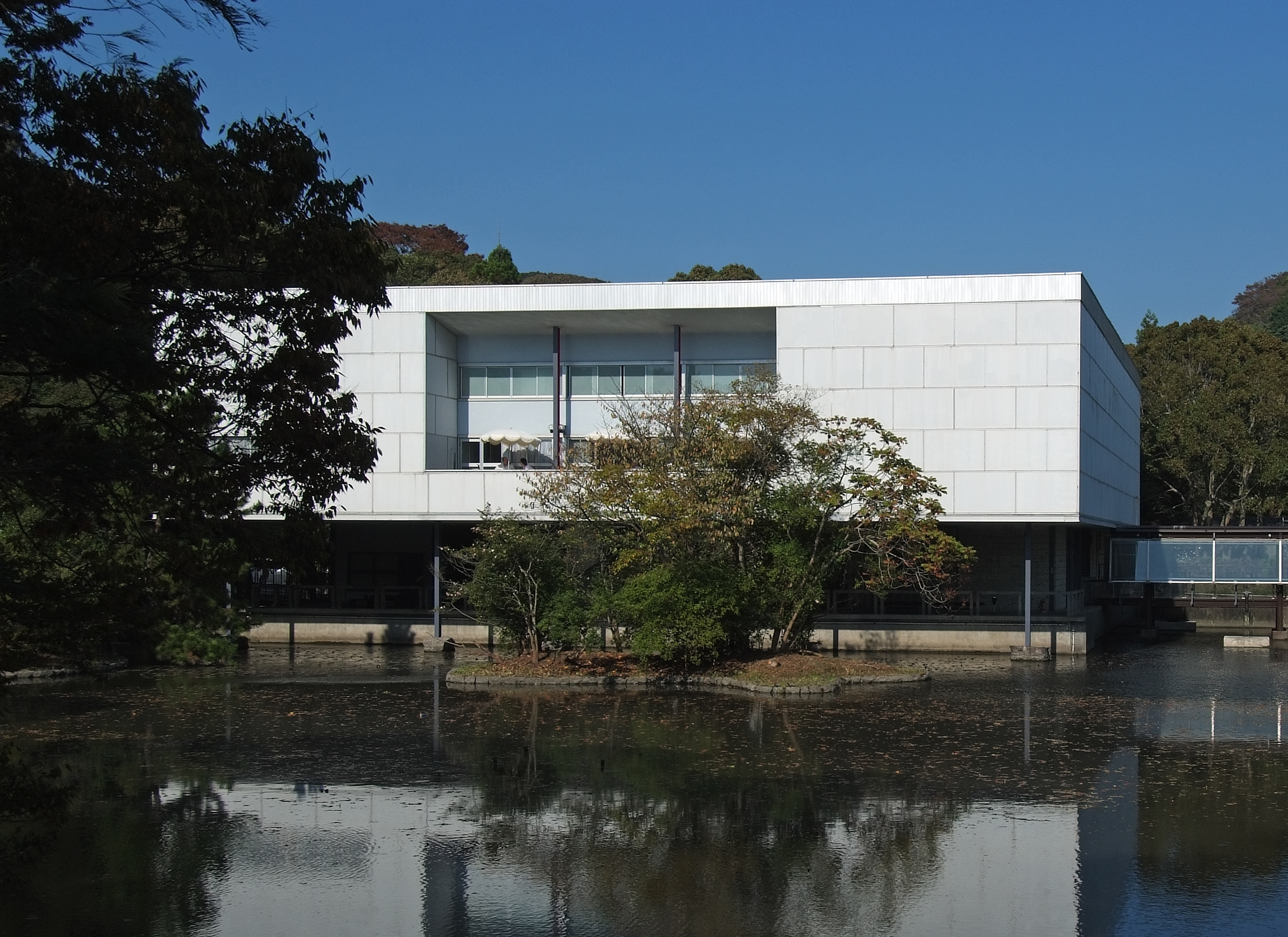
Музей современного искусства, Камакура

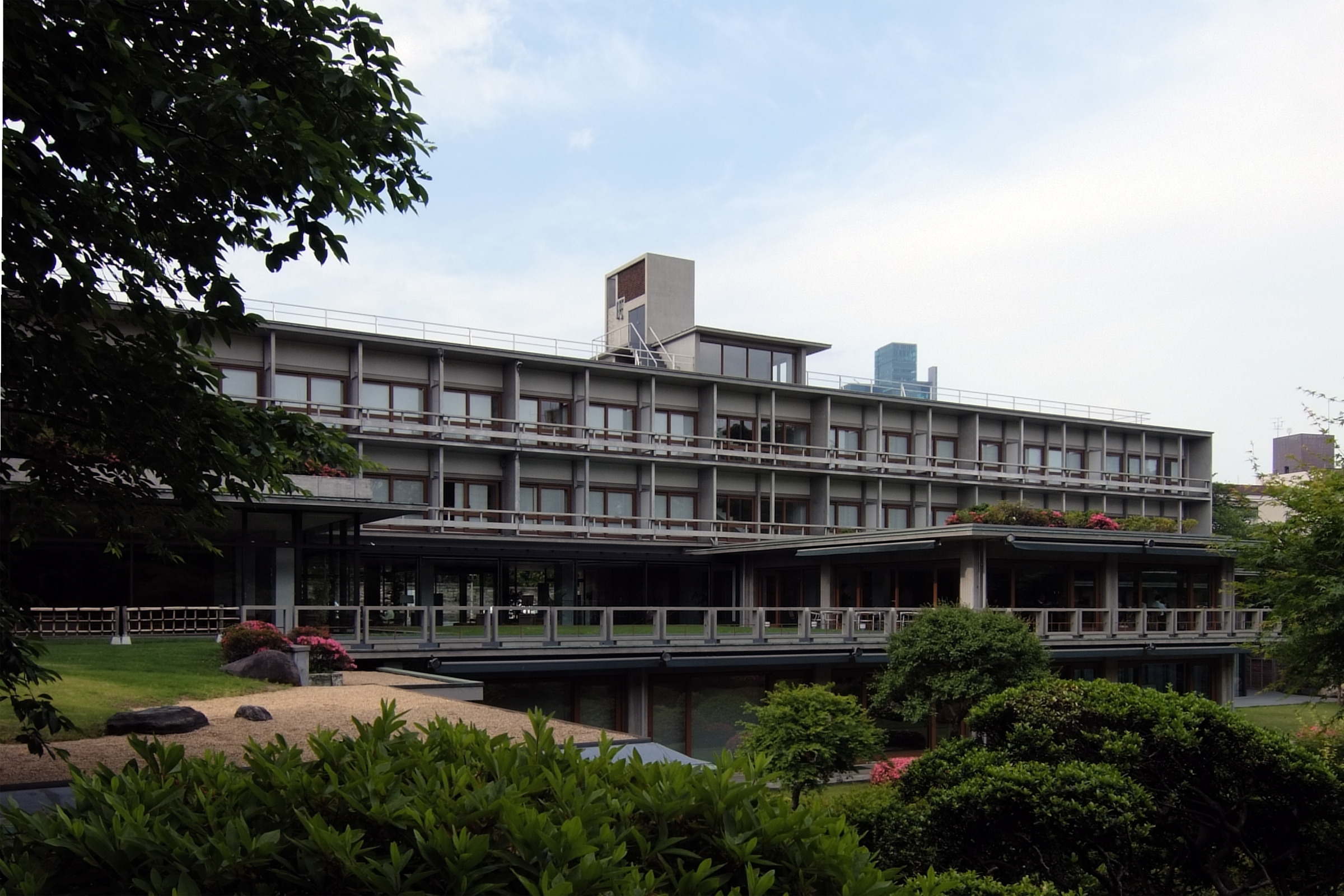
Международный японский дом, Токио

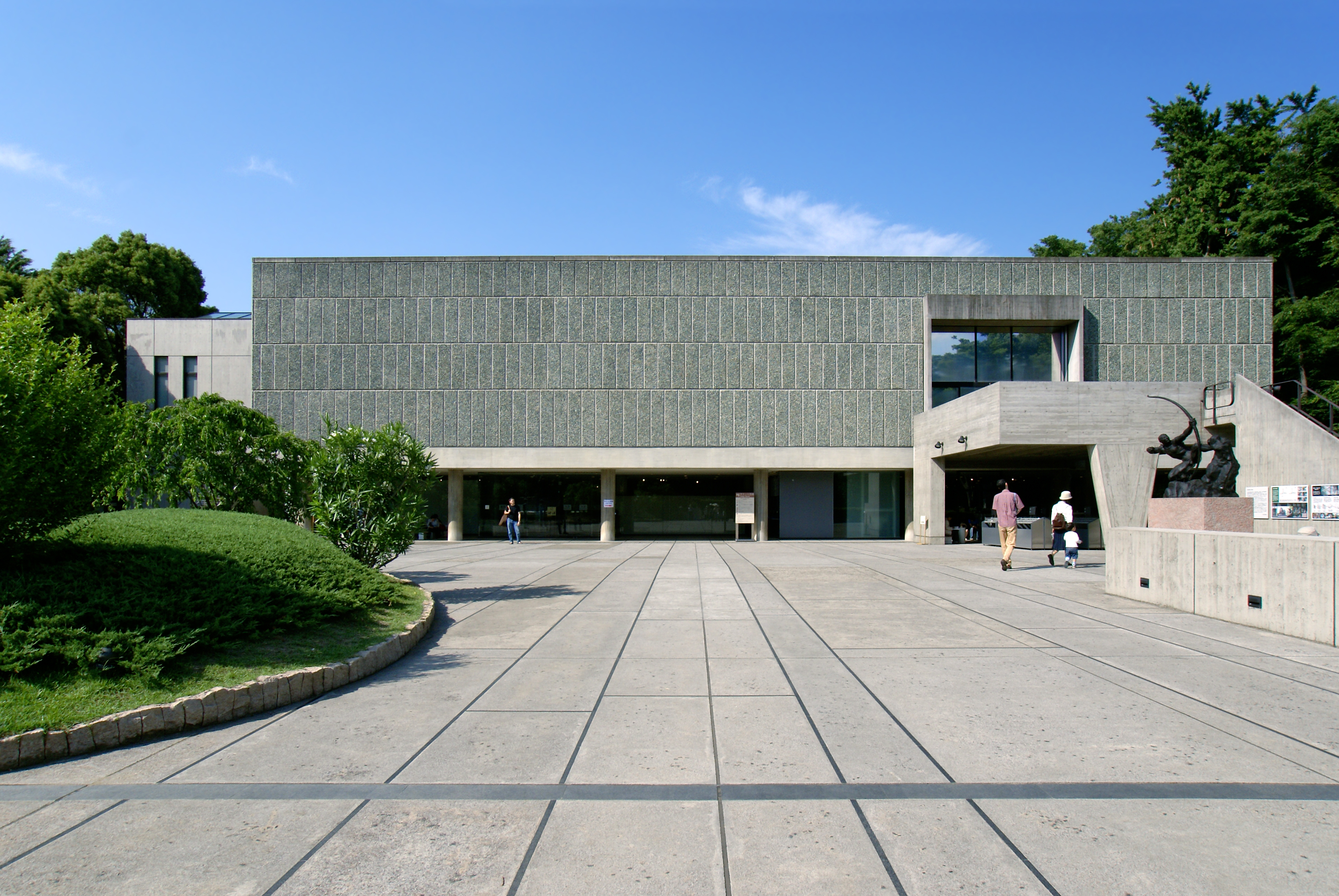
Национальный музей западного искусства, Токио

В своих проектах Сакакура объединял черты традиционной японской архитектуры и достижения мирового архитектурного авангарда.

## Биография
В 1923 году Сакакура поступил на факультет Истории искусств Токийского императорского университета и окончил его в 1927 году.
В 1930 году он отправляется во Францию, чтобы обучаться в студии Ле Корбюзье. Пользуясь общим признанием он вскоре становится цеф-архитектором студии.
В 1937 году Сакакура представил Японский павильон на Всемирной выставке в Париже.

## Известные работы
- Музей современного искусства, Камакура, 1951.
- Международный японский дом, Токио, 1955.
- Национальный музей западного искусства, Токио, 1959.
- Западный выход станции Синдзюку, Токио, 1967.